# Parafia Świętych Apostołów Piotra i Pawła w Pniewie
Parafia pw. Świętych Apostołów Piotra i Pawła w Pniewie – parafia rzymskokatolicka należąca do dekanatu pułtuskiego, diecezji płockiej, metropolii warszawskiej. 

## Historia
Parafię z dniem 6 lutego 1402 erygował biskup płocki Jakub z Korzkwi. Pierwszy kościół nosił wezwanie Najświętszej Marii Panny oraz świętych Szymona, Judy i Jana Chrzciciela. W 1418 kościół uzyskał odpusty papieskie. Świątynia została spalony przez Szwedów w 1656. W 1695 zbudowano, staraniem biskupa Andrzeja Załuskiego, kolejny kościół. Spłonął w Wielką Sobotę 1760. W 1771 kościół odbudowano dzięki fundacji biskupa Hieronima Szeptyckiego. Kościół był trzynawowy z dwoma wieżami, pokryty gontem, z obrazem św. Piotra i Pawła w ołtarzu głównym oraz obrazami Matki Bożej Różańcowej i św. Antoniego w ołtarzach bocznych. Wyposażenie stanowiły m.in. małe organy. Obok kościoła stała drewniana dzwonnica kryta gontem. Cmentarz kościelny był otoczony kamiennym parkanem. Kościół został uszkodzony przez wichurę. W 1872 wyremontowano go. Wszystkie wspomniane kościoły były drewniane. Stawiano na wzniesieniu we wsi, współcześnie to miejsce znajduje się po lewej stronie od plebanii.  
Istniejący współcześnie kościół pod wezwaniem św. Piotra i Pawła powstał w latach 1912–1928 według projektu Józefa Piusa Dziekońskiego. To pierwsza murowana świątynia w parafii. Zaczęto ją budować w 1912, ale w 1915 spłonęła. Dokończono ją w okresie międzywojennym. Jest neogotycki z elementami neobaroku, trójnawowy, murowany z cegły, nieotynkowany, z dwuwieżową fasadą. Trzyprzęsłowe pseudobazylikowe wnętrze z transeptem zwieńczone jest zamkniętym półkoliście jednoprzęsłowym nieorientowanym prezbiterium. Po bokach kościołach dostawiono prostokątne dwukondygnacyjne zakrystię i skarbiec. Większość wyposażenia pochodzi z lat 20. XX w. Ołtarz i ambona są neogotyckie. Świątynię 26 sierpnia 1929 konsekrował biskup płocki Leon Wetmański. 
W 1945 kościół został zniszczony. Odbudowę prowadzono do 1967. W 1970 kościół pokryto polichromią wykonaną przez Ignacego Napiecka. Naśladuje wzory znane z haftu kurpiowskiego Puszczy Białej. W kościele umieszczono 64 wzory z Puszczy Białej. W 2022 proboszcz parafii samowolnie, bez pozwolenia konserwatora zabytków, zlecił zamalowanie polichromii. Prace zatrzymano na skutek interwencji wiernych. 
W 1975 w kościele zainstalowano 25-głosowe organy zbudowane przez firmę Kamińskich z Warszawy. 
Kościół jest jednym z największych w diecezji płockiej. Od 1961 budynek figuruje w rejestrze zabytków (nr A-347 z 20 grudnia 1961). 
Obok kościoła stoi plebania wystawiona w latach 20. XX wieku. 
Na cmentarzu parafialnym znajdują się nagrobki z XIX wieku, m.in. Wiktora Modzelewskiego (zm. 1907), właściciela Gładczyna, Józefa Radzickiego, Antoniny i Piotra Modzelewskich. Drzewostan na cmentarzu rzymskokatolickim wpisany jest do rejestru zabytków. 
W 2014 ukazała się monografia parafii. 